# ウィリアム・リチャードソン (第5代クラモンド卿)
第5代クラモンド卿ウィリアム・リチャードソン（英語: William Richardson, 5th Lord Cramond、1715年2月 – 1735年7月28日）は、スコットランド貴族。

## 生涯
第4代クラモンド卿ウィリアム・リチャードソンと2人目の妻エリザベス・ダニエル（Elizabeth Daniel、1685年頃 – 1722年12月8日、ジェームズ・ダニエルの娘）の息子として、1715年2月に生まれた。
1719年3月7日に父が死去すると、クラモンド卿の爵位を継承した。
1731年5月14日、ケンブリッジ大学コーパス・クリスティ・カレッジに入学、以降2年間そこで教育を受けた。
1735年7月28日に病死、イースト・ウォルトンで埋葬された。以降もクラモンド卿の継承権を非公式に主張する者が現れたが、公式に認められることはなく、20世紀初の『完全貴族名鑑』第2版では1735年時点で断絶したとしている。